# Теорема о девяти точках на кубической кривой

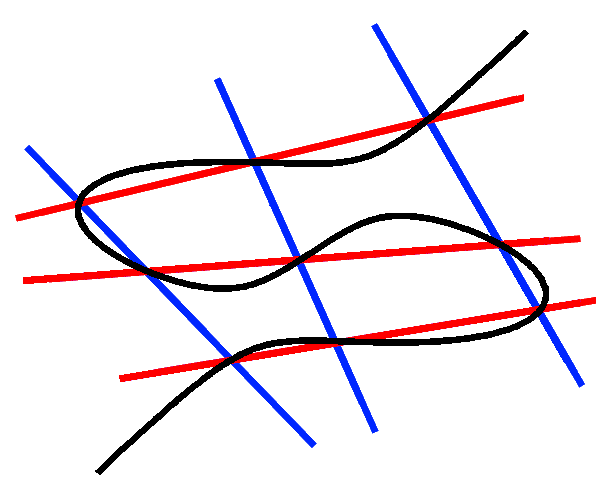

Теорема о 9 точках на кубической кривой — теорема алгебраической геометрии, которая гласит, что

Если 8 из 9 точек пересечения двух троек прямых (на рисунке справа — синих и красных) лежат на кубике (кривой третьего порядка, чёрной), то девятая тоже лежит на ней.

На этой теореме основана возможность определить структуру группы на кубической кривой.

## Доказательство
Ниже приведено простое доказательство, использующее исключительно факты из школьной программы. Оно состоит из трёх частей: двух лемм и собственно теоремы.

### Лемма 1
Если многочлен от двух переменных {\displaystyle P\,(x,\,y)} в бесконечном числе точек на прямой {\displaystyle l:\,ax+by+c=0} принимает нулевое значение, то он делится на уравнение этой прямой, то есть {\displaystyle P\,(x,\,y)\,\vdots \,ax+by+c}.

Обозначим {\displaystyle z\,:=\,ax+by+c}. В условии задана прямая, поэтому либо {\displaystyle a}, либо {\displaystyle b} не равно 0. Будем считать, что это {\displaystyle b}, тогда {\displaystyle y={\frac {z-ax-c}{b}}=S\,(x,z)}, а {\displaystyle P\,(x,\,y)=P\,(x,\,S\,(x,\,z))=F\,(x,\,z)=z\cdot Q\,(x,\,z)+R\,(x)}. На прямой {\displaystyle l:\,z=0} многочлен {\displaystyle F\,(x,\,z)=R\,(x)=0}, но при этом {\displaystyle x} может принимать бесконечное число различных значений, поэтому {\displaystyle R\,(x)\equiv 0}, а значит {\displaystyle P\,(x,\,y)=F\,(x,\,z)\,\vdots \,z=ax+by+c}. ■

### Лемма 2
Если кубики {\displaystyle P\,(x,\,y)} и {\displaystyle Q\,(x,\,y)} пересекаются в трёх точках на прямой {\displaystyle l:\,ax+by+c=0}, то существует такое число {\displaystyle t}, что {\displaystyle P\,(x,\,y)-t\cdot Q\,(x,\,y)\,\vdots \,ax+by+c}.

Аналогично лемме 1 будем считать, что {\displaystyle b\neq 0}, тогда для точек прямой {\displaystyle l} выполняется равенство {\displaystyle P\,(x,\,y)=P\,\left(x,\,-{\frac {ax+c}{b}}\right)=P_{1}\,(x)}, аналогично {\displaystyle Q\,(x,\,y)=Q_{1}\,(x)}. Многочлены {\displaystyle P_{1}\,(x)} и {\displaystyle Q_{1}\,(x)} равны 0 в трёх общих точках, их степень не выше 3, поэтому существует такое число {\displaystyle t}, что {\displaystyle P\,(x,\,y)=t\cdot Q\,(x,\,y)} для всех точек на этой прямой. Применив лемму 1, получаем доказываемое утверждение. ■

### Доказательство теоремы
В дальнейшем для краткости параметры многочленов {\displaystyle (x,\,y)} будут опущены. Обозначим уравнение чёрной кубики за {\displaystyle H}, красных прямых за {\displaystyle K_{1},K_{2}} и {\displaystyle K_{3}}, а красной кубики за {\displaystyle K=K_{1}\cdot K_{2}\cdot K_{3}}. Аналогично для синих прямых и кубики {\displaystyle S=S_{1}\cdot S_{2}\cdot S_{3}}. При этом будем считать нумерацию такой, что необходимо доказать принадлежность точки пересечения {\displaystyle K_{2}\cap S_{2}} кубике {\displaystyle H}.
Применив для прямой {\displaystyle K_{1}} и кубик {\displaystyle S} и {\displaystyle H} лемму 2, получаем, что существует число {\displaystyle a}, для которого {\displaystyle H-a\cdot S\,\vdots \,K_{1}}. Аналогично существует такое {\displaystyle b}, что {\displaystyle H-b\cdot K\,\vdots \,S_{1}}. Тогда многочлен третьей степени {\displaystyle A=H-a\cdot S-b\cdot K} делится на {\displaystyle K_{1}} и {\displaystyle S_{1}}, то есть {\displaystyle A=A_{1}\cdot K_{1}}. Многочлен {\displaystyle A} равен нулю для всех точек прямой {\displaystyle S_{1}}, прямые {\displaystyle K_{1}} и {\displaystyle S_{1}} общего положения, а значит {\displaystyle K_{1}} принимает значение 0 ровно в одной точек прямой {\displaystyle S_{1}}. Поэтому {\displaystyle A_{1}} равно нулю в бесконечном числе точек прямой {\displaystyle S_{1}} и по лемме 1 делится на её уравнение. Таким образом {\displaystyle A\,\vdots \,K_{1}\cdot S_{1}}, а значит {\displaystyle A=K_{1}\cdot S_{1}\cdot Q}, где {\displaystyle Q} — многочлен степени не выше первой, то есть прямая или нуль.
Предположим, что {\displaystyle Q} — прямая. Левая часть равенства {\displaystyle H-a\cdot S-b\cdot K=K_{1}\cdot S_{1}\cdot Q} равна нулю в точках {\displaystyle K_{2}\cap S_{3},K_{3}\cap S_{3}} и {\displaystyle K_{3}\cap S_{2}}, а значит один из трёх множителей в правой части также равен нулю. Но прямые {\displaystyle K_{1}} и {\displaystyle S_{1}} не проходят через эти точки, поэтому все они лежат на одной прямой — {\displaystyle Q}. Но это невозможно.
Таким образом {\displaystyle Q\equiv 0}, а значит {\displaystyle H=a\cdot S+b\cdot K}. Но кубики {\displaystyle K} и {\displaystyle S} проходят через точку {\displaystyle K_{2}\cap S_{2}}, а значит и кубика {\displaystyle H} проходит через эту точку. ■

## Применение

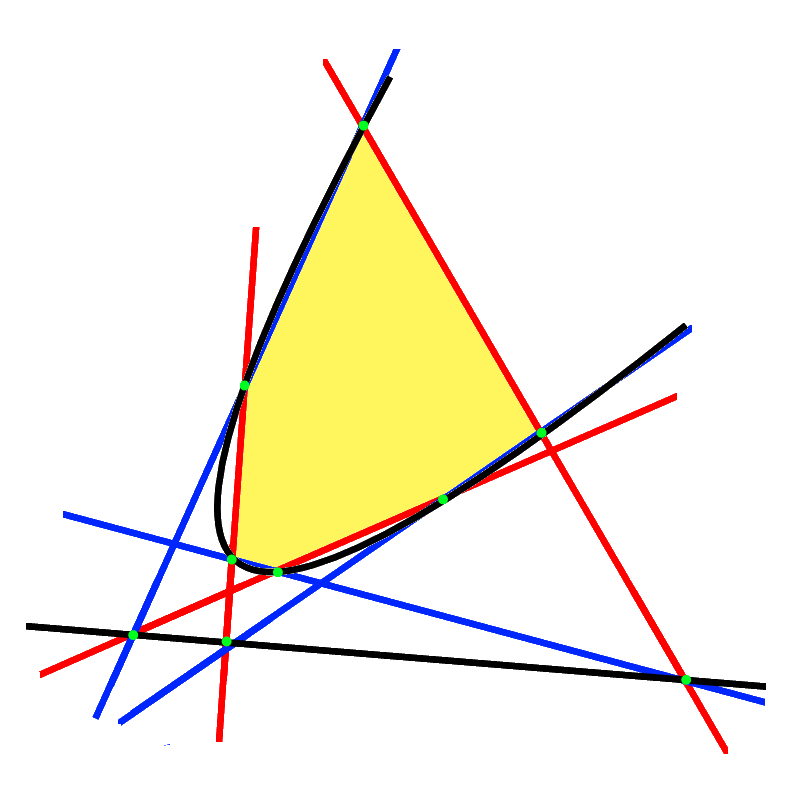
Иллюстрация к доказательству теоремы Паскаля через теорему о 9 точках

С помощью теоремы о 9 точках просто доказываются некоторые факты из проективной геометрии, например теорема Паскаля:

Если шестиугольник вписан в коническое сечение, то точки пересечения трёх пар противоположных сторон лежат на одной прямой.

На рисунке справа шестиугольник с 3 красными и 3 синими сторонами вписан в чёрную параболу. Красные и синие прямые пересекаются в 9 зелёных точках, 6 из которых лежат на параболе, а через 2 другие проведена чёрная прямая. Поскольку чёрная кубика, содержит 8 зелёных точек, образованных пересечением красной и синей кубик, она содержит и девятую точку. Но эта точка не лежит на параболе, а значит она принадлежит прямой. ■
Также она может использоваться для доказательства ассоциативности операции сложения точек на эллиптической кривой.
А именно, если A, B, C, O принадлежат кубической кривой. Для трёх прямых BC, O (A + B) и A (B + C); и для трёх прямых AB, O (B + C) и C (A + B). Следующие восемь точек А, В, С, А + В, -А-В, В + С, -B-C, O лежат на кубике. Следовательно и девятая точка -A-(B+C)=-(A+B)-C принадлежит ей.

## Теорема Шаля
Теорема Шаля — обобщение для случая, когда взяты не тройки прямых, а произвольные кубики:

Если в проективной плоскости две кубики имеют 9 общих точек, то любая другая кубика, проходящая через 8 из них, проходит и через девятую.